# Simon Warnberger
Simon Warnberger (* 1769 in Pullach; † 1847 in München) war ein deutscher Landschaftsmaler, Radierer und Lithograph.

## Leben
Seinen ersten Unterricht im Zeichnen und Radieren erhielt Warnberger von Joseph Georg Winter. Nach 1800 bildete er sich an der Akademie der bildenden Künste München zum Maler fort. 1806 reiste er nach Italien und arbeitete anschließend seine Reiseskizzen als Ölgemälde aus. König Maximilian I. von Bayern ernannte ihn 1810 zum königlichen Hofmaler. 1824 wurde Warnberger Mitglied der Akademie.

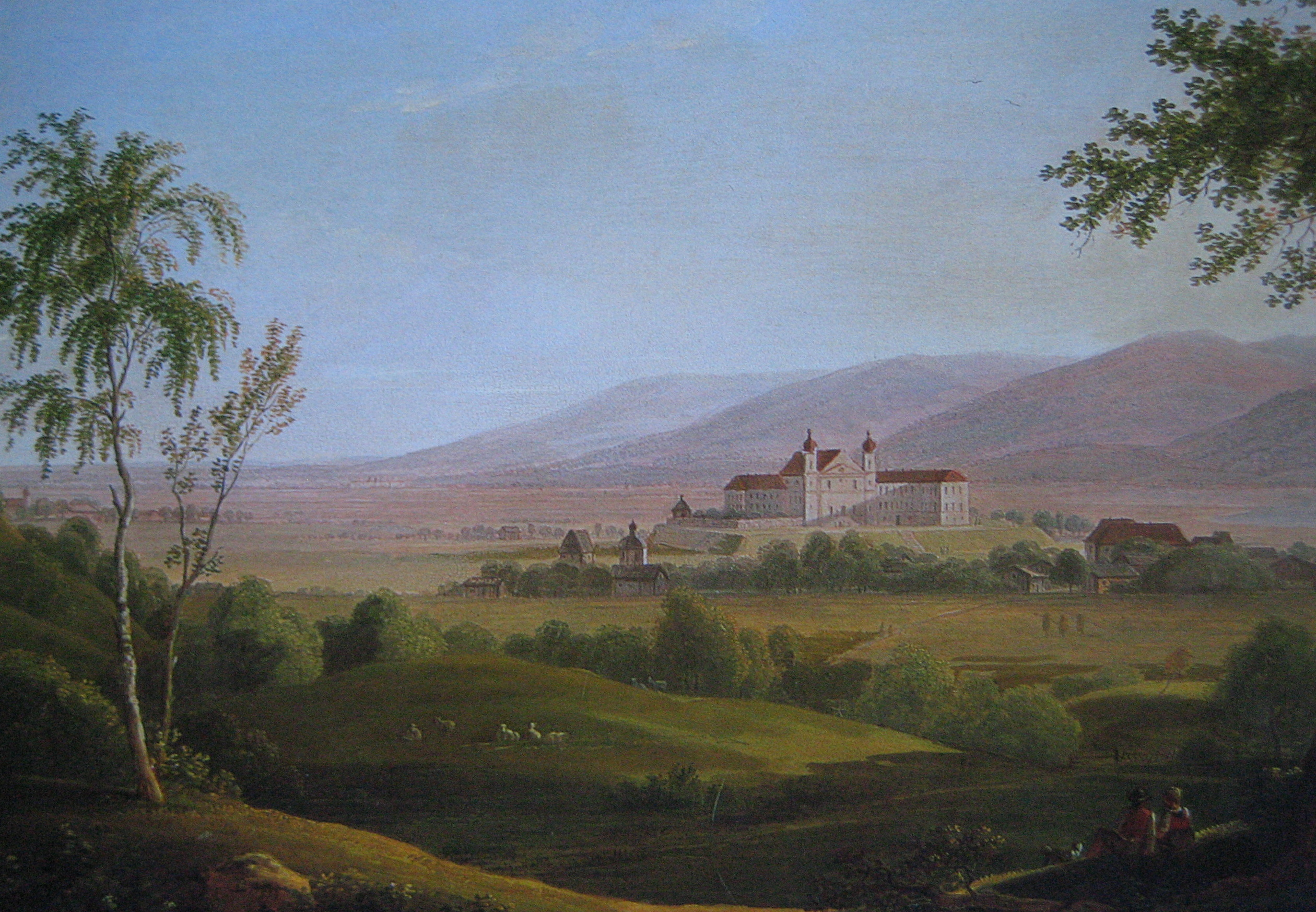
Kloster Schlehdorf, Gemälde von
Simon Warnberger

## Werk
Simon Warnberger bereiste Österreich, Italien und vor allem Bayern, wo er zahlreiche Zeichnungen und bildhaft durchgearbeitete Aquarelle schuf, die nicht mehr so sehr der Tradition der Landschaftsmalerei verpflichtet sind, als vielmehr einen genau beobachteten Eindruck der Natur vermitteln. Die Mehrzahl seiner Ölbilder entstand jedoch in seinem Münchner Atelier. Warnberger zählte zum Freundeskreis von Johann Georg von Dillis, Franz Kobell und Max Josef Wagenbauer, von dem eine neue Tradition der Landschaftsmalerei begründet wurde.
Seine größte Bedeutung hatte er als einer der frühen Entdecker des bayerischen Oberlandes. In der Landschaftsmalerei gilt er als Vorläufer der Stimmungsmalerei. In der Lithographie zählte er zu den ersten die Alois Senefelders neue Technik erfolgreich künstlerisch nutzten.
Werke Warnbergers befinden sich unter anderem in der Neuen Pinakothek in München und in der Staatlichen Graphischen Sammlung München.